# Acalolepta tenuis
Acalolepta tenuis är en skalbaggsart som först beskrevs av Stefan von Breuning 1936.  Acalolepta tenuis ingår i släktet Acalolepta och familjen långhorningar. Inga underarter finns listade i Catalogue of Life.